# Institut Laue-Langevin

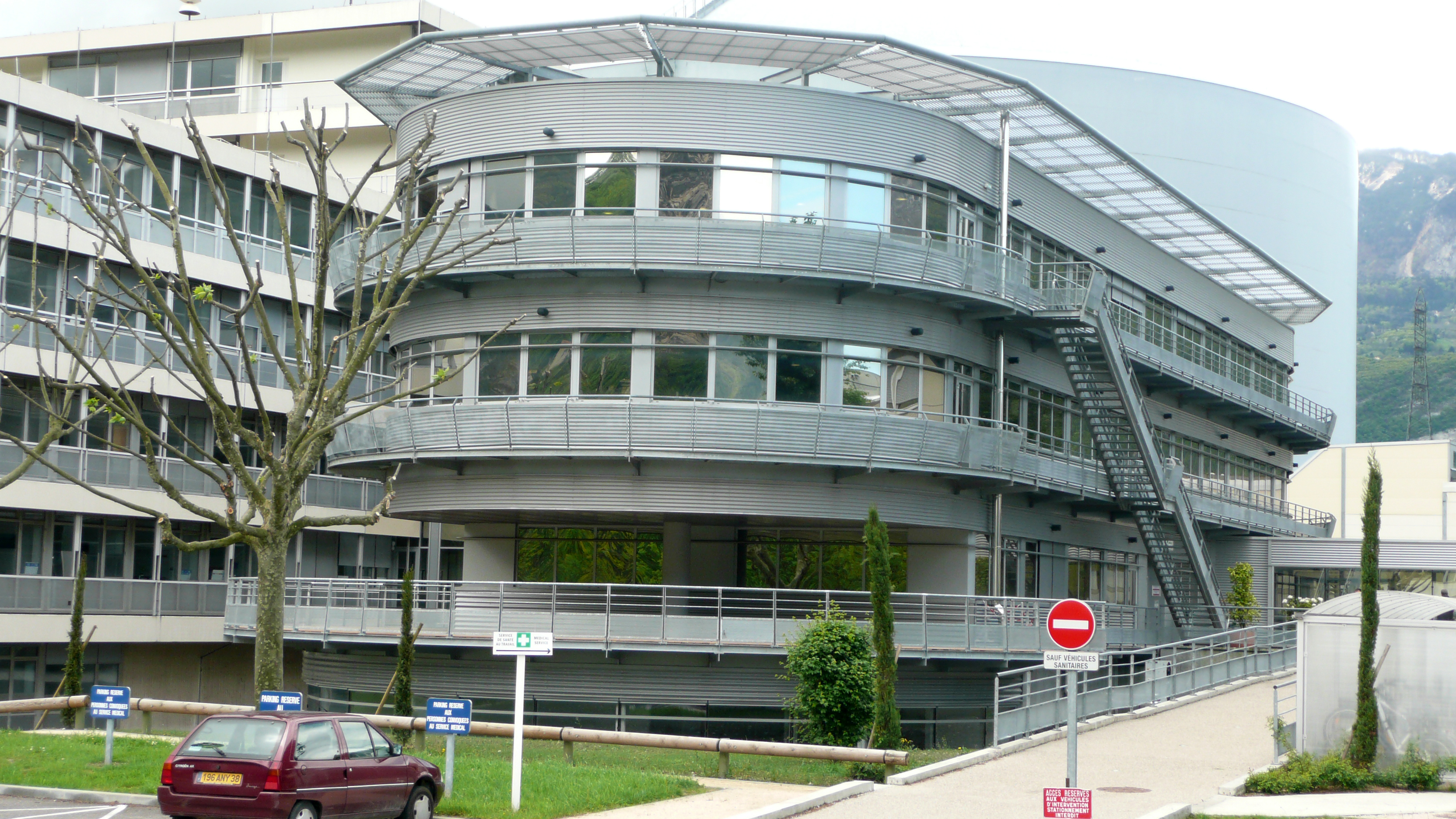
Het Institut Laue-Langevin te Grenoble

Het Institut Laue-Langevin, afgekort ILL, is een internationaal onderzoekscentrum in Grenoble, Frankrijk. Het instituut is opgericht in 1967 en werd genoemd naar de wetenschappers Max von Laue en Paul Langevin. ILL huisvest een van de meest intense neutronenbronnen ter wereld en de reactor heeft sinds de vernieuwingen van 1993-1995 het record voor grootste continue flux van neutronen, zijnde 1,5×1015 neutronen per seconde per cm², met een thermisch vermogen van 58,3 MW.